# Pinokio i Władca Ciemności
Pinokio i Władca Ciemności (ang. Pinocchio and the Emperor of the Night) – amerykański pełnometrażowy film animowany w reżyserii Hala Sutherlanda.

## Fabuła
Zbliża się pierwsza rocznica, odkąd mały pajacyk Pinokio stał się prawdziwym chłopcem. Stary Geppetto postanawia przygotować z tej okazji przepyszny tort. Po wizycie dobrej wróżki, która przemieniła pajacyka w chłopca, Geppetto przypomina sobie, że miał dostarczyć pudełko z biżuterią burmistrzowi. Mały Pinokio oferuje swoją pomoc i wyrusza do miasta. W tym czasie w okolicy odbywa się karnawał, a ciekawy Pinokio postanawia przyjrzeć się tajemniczemu namiotowi. Wkrótce spotyka przebiegłych oszustów (Scalawag i Igor).

## Obsada (głosy)
- Scott Grimes jako Pinokio[3]
- James Earl Jones jako The Emperor of the Night[3] (Władca Ciemności)
- Don Knotts jako Gee Willikers[3]
- Tom Bosley jako Geppetto(inne języki)[3]
- Rickie Lee Jones jako Fairy Godmother(inne języki)
- Edward Asner jako Scalawag[3] (antropomorfizacja szopa)[4][2]
- Frank Welker jako Igor (antropomorfizacja małpy)[4][2]
- Lana Beeson jako Twinkle[3]
- Linda Gary jako Bee-Atrice[3]
- Jonathan Harris jako Grumblebee[3]
- William Windom jako Puppetino